# Sarah (film, 1983)
Pour les articles homonymes, voir Sarah (film).
Pour plus de détails, voir Fiche technique et Distribution.
Sarah est un film français réalisé par Maurice Dugowson, sorti en 1983.

## Synopsis
À la suite d'un incendie, l'agent d'assurances Arnold Samson est envoyé en Espagne où il croise, au bar de son hôtel, une jeune femme désemparée qui lui dit s'appeler Sarah. Son travail d'expertise conduit Samson à rencontrer l'équipe de tournage du film arrêté par le sinistre. Ainsi apprend-t-il la disparition de Marie, l'actrice principale dont le personnage se nomme Sarah. Enquêtant sur les causes de l'accident, Samson découvre un monde inconnu...

## Fiche technique
- Titre : Sarah
- Réalisateur : Maurice Dugowson
- Scénario : Maurice Dugowson
- Photographie : Jean-François Robin
- Montage : Jean-Bernard Bonis
- Musique : Gabriel Yared
- Son : Michel Brethez
- Décors : Carlos Conti
- Producteur exécutif : René Féret
- Société de production : UGC, Films A2 (Paris), Les Cinéastes Associés, Top n°1
- Société de distribution : UGC
- Pays de production :  France
- Langue : français
- Tournage : du 11 octobre 1982 au 27 novembre 1982
- Format : Couleur (Eastmancolor) — 35 mm — 1,85:1 — Son : Dolby Stereo
- Genre : comédie dramatique
- Durée : 106 minutes (1 h 46)
- Date de sortie :
  - France : 27 avril 1983

## Distribution
- Jacques Dutronc : Arnold Samson
- Lea Massari : Carla Angeli
- Heinz Bennent : Pierre Baranne
- Jean-Claude Brialy : Gabriel Larcange
- Gabrielle Lazure : Marie / Sarah
- Gabriel Yared : Paul Jarry, le compositeur
- Evelyne Dress : Maggy, la maquilleuse
- Federico Santalla : Vacker, le décorateur
- Jean-Claude Dauphin : Sénéchal
- René Féret : Duparc, le producteur
- Gérard Darrieu et François Perrot : les Belges